# Jean-Baptiste Corlobé

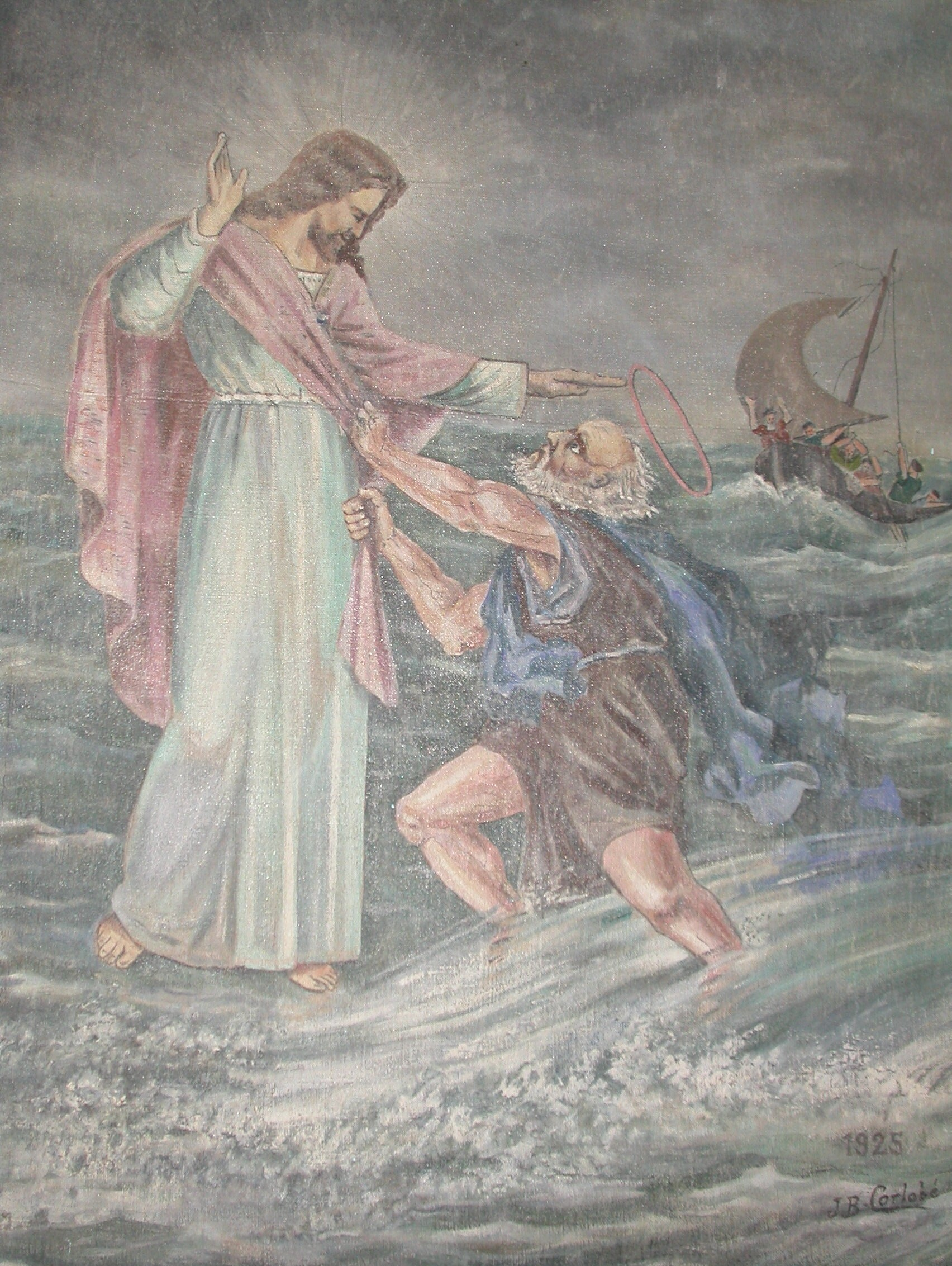
Jésus appelant Saint-Pierre sur les flots (1925)

Jean-Baptiste Corlobé, né le 16 février 1904 à Locmariaquer et mort le 17 mai 1988, est un artiste-peintre français.

## Biographie
Jean-Baptiste Corlobé est ostréiculteur de métier.
On lui doit de nombreuses marines, des portraits, des tableaux religieux et beaucoup de dessins. Il a réalisé un des vitraux de l'église de Locmariaquer. Un de ses tableaux représentant Jésus appelant Saint-Pierre sur les flots orne la chapelle Saint-Pierre depuis 1925. Il a étudié le dessin chez Jean Frelaut, maître graveur, et a créé le blason de la ville de Locmariaquer. 
Il aime la peinture, la musique, est féru d'histoire et fervent défenseur de la langue bretonne et du dialecte vannetais. Il est la mémoire vivante de Locmariaquer. Il a beaucoup écrit dans les bulletins paroissiaux et municipaux.